# Salteras
Salteras – gmina w Hiszpanii, w prowincji Sewilla, w Andaluzji, o powierzchni 57,46 km². W 2011 roku gmina liczyła 5368 mieszkańców.
Centrum gminy znajduje się na wzgórzu, które musiało być zaludnione od czasów prehistorii.
W miejscowości jest stacja kolejowa Salteras.